# Raucoules

Raucoules este o comună în departamentul Haute-Loire, Franța. În 2009 avea o populație de 874 de locuitori.